# John Richardson (naturaliste)
Pour les articles homonymes, voir John Richardson et Richardson.
John Richardson est un naturaliste, un explorateur et un médecin écossais, né le 5 novembre 1787 à Dumfries en Écosse et mort le 5 juin 1865 à Grasmere dans le Westmorland.

## Biographie
Il fait des études de médecine à l’université d’Édimbourg et obtient un diplôme auprès de la renommée Royal College of Surgeons de Londres en 1807. Richardson sert, durant 48 ans, la Royal Navy comme médecin. Il navigue notamment, entre 1807 et 1814 en Espagne, au Canada, à Madère et en mer Baltique.
De 1819 à 1822, il participe à la première expédition de John Franklin (° 1786 - † 1847) sur les côtes arctiques canadiennes. Il participe à la seconde expédition de Sir Franklin, de 1824 à 1827, durant laquelle il parcourt près de 1 500 km. Au prix de terribles épreuves, il rapporte une très riche collection.
Il est anobli en 1846. En 1848–1849, il dirige une expédition de secours à la recherche des membres de la troisième expédition de Franklin. Il est secondé par John Rae (° 1813 - † 1893). Mais cette mission est infructueuse et il est dans l’incapacité de retrouver le navire de Franklin.
Il est lauréat de la Royal Medal en 1856.
Il est l’auteur de nombreux travaux en histoire naturelle et notamment en ichtyologie. Richardson fait notamment paraître avec William Swainson (° 1789 - † 1855) une Fauna boreali americana. Il étudie les oiseaux rapportés par William Edward Parry (° 1790 - † 1855) à la suite de son voyage de 1821 à 1823 dans le Grand Nord.